# 제9회 미국 배우 조합상
제9회 미국 배우 조합상은 2002년 뛰어난 활동을 보인 영화 배우를 기리기 위해 2003년 3월에 열린 시상식이다. LA, Shrine Exposition Center에서 개최되었다.

## 수상 및 후보

### 영화부문 앙상블상
- 시카고 - 르네 젤위거 외 14인 수상
- 어댑테이션 - 니콜라스 케이지 외 5인
- 디 아워스 - 니콜 키드먼 외 10인
- 반지의 제왕 2 - 두 개의 탑 - 일라이저 우드 외 16인
- 나의 그리스식 웨딩 - 니아 발다로스 외 6인

### 영화부문 여우주연상
- 시카고 - 르네 젤위거 수상
- 파 프롬 헤븐 - 줄리안 무어
- 프리다 - 셀마 헤이엑
- 디 아워스 - 니콜 키드먼
- 언페이스풀 - 다이안 레인

### 영화부문 남우주연상
- 갱스 오브 뉴욕 - 다니엘 데이 루이스 수상
- 어바웃 슈미트 - 잭 니콜슨
- 어댑테이션 - 니콜라스 케이지
- 시카고 - 리차드 기어
- 피아니스트 - 애드리언 브로디

### 영화부문 여우조연상
- 시카고 - 캐서린 제타-존스 수상
- 어바웃 슈미트 - 케시 베이츠
- 시카고 - 퀸 라티파
- 디 아워스 - 줄리안 무어
- 화이트 올랜더 - 미셸 파이퍼

### 영화부문 남우조연상
- 캐치 미 이프 유 캔 - 크리스토퍼 월켄 수상
- 어댑테이션 - 크리스 쿠퍼
- 파 프롬 헤븐 - 데니스 퀘이드
- 프리다 - 알프리드 몰리나
- 디 아워스 - 에드 해리스

### TV드라마부문 앙상블연기상
- 식스 핏 언더 - 마이클 C. 홀 외 6인 수상
- 24 - 키퍼 서덜랜드 외 13인
- CSI 과학수사대 - 윌리암 L. 피터슨
- 소프라노스 - 제임스 갠돌피니 외 15인
- 웨스트 윙 - 존 스펜서 외 11인

### TV드라마부문연기상(여자)
- 소프라노스 - 에디 팔코 수상
- Judging Amy - 에이미 브렌너먼
- 소프라노스 - 로레인 브라코
- 웨스트 윙 - 앨리슨 제니
- 웨스트 윙 - 릴리 톰린

### TV드라마부문연기상(남자)
- 소프라노스 - 제임스 갠돌피니 수상
- 24 - 키퍼 서덜랜드
- 에버우드 - 트리트 윌리암스
- 쉴드 - 마이클 치클리스
- 웨스트 윙 - 마틴 쉰

### 코미디부문 앙상블연기상
- 내 사랑 레이몬드 - 패트리샤 히튼 수상
- 프레이저 - 켈시 그래머 외 4인
- 프렌즈 - 제니퍼 애니스톤
- 섹스 앤 시티 - 사라 제시카 파커 외 3인
- 윌 & 그레이스 - 에릭 맥코맥 외 3인

### 코미디부문연기상(여자)
- 윌 & 그레이스 - 메간 멀러리 수상
- 내 사랑 레이몬드 - 패트리샤 히튼
- 프렌즈 - 제니퍼 애니스톤
- 말콤네 좀 말려줘 - 제인 캐즈매럭
- 섹스 앤 시티 - 킴 캐트럴

### 코미디부문연기상(남자)
- 윌 & 그레이스 - 션 헤이즈 수상
- The Bernie Mac Show - 베니 맥
- 내 사랑 레이몬드 - 레이 로마노
- 프렌즈 - 맷 르블랑
- 탐정 몽크 - 토니 샬호브

### TV영화/미니시리즈부문 연기상(여자)
- 매튜 셰퍼드 스토리 - 스톡카드 채닝 수상
- 도어 투 도어 - 헬렌 미렌
- The Gathering Storm - 바네사 레드그레이브
- Hysterical Blindness - 우마 서먼
- My Sister's Keeper - 케시 베이츠

### TV영화/미니시리즈부문 연기상(남자)
- 도어 투 도어 - 윌리암 H. 머시 수상
- The Gathering Storm - 앨버트 피니
- Gleason - 브래드 거렛
- Martin and Lewis - 션 헤이즈
- Monday Night Mayhem - 존 터투로

### 공로상
- 클린트 이스트우드 수상